# Natação nos Jogos Paralímpicos de Verão de 2012 - 100 m costas masculino
As competições de 100 metros costas masculino da natação nos Jogos Paralímpicos de Verão de 2012 foram disputadas entre os dias 30 de agosto e 5 de setembro no Centro Aquático de Londres, na capital britânica. Participaram desse evento atletas de 9 classes diferentes de deficiência.

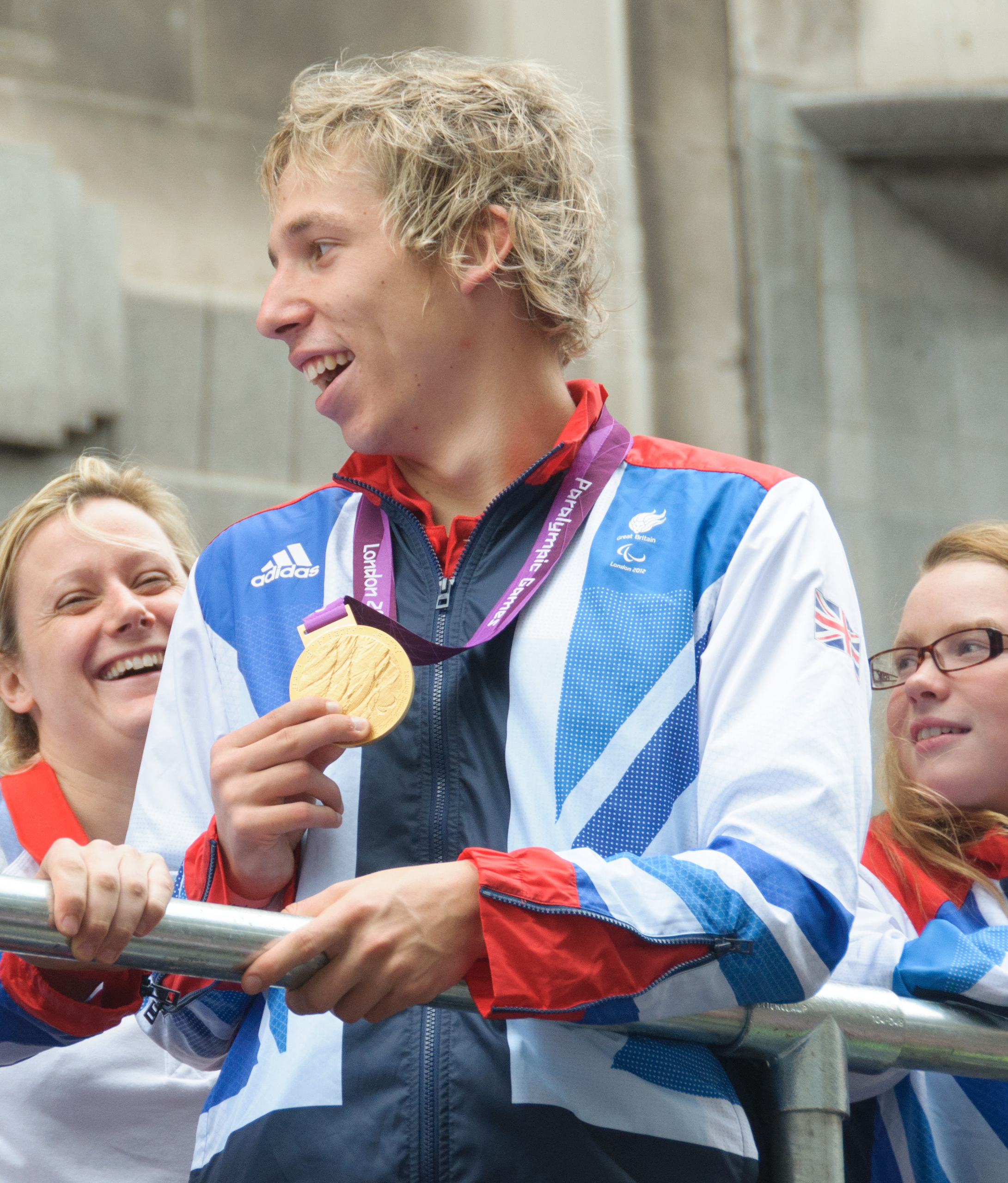
Jonathan Fox ficou com a medalha de ouro nos 100 metros costas S7.

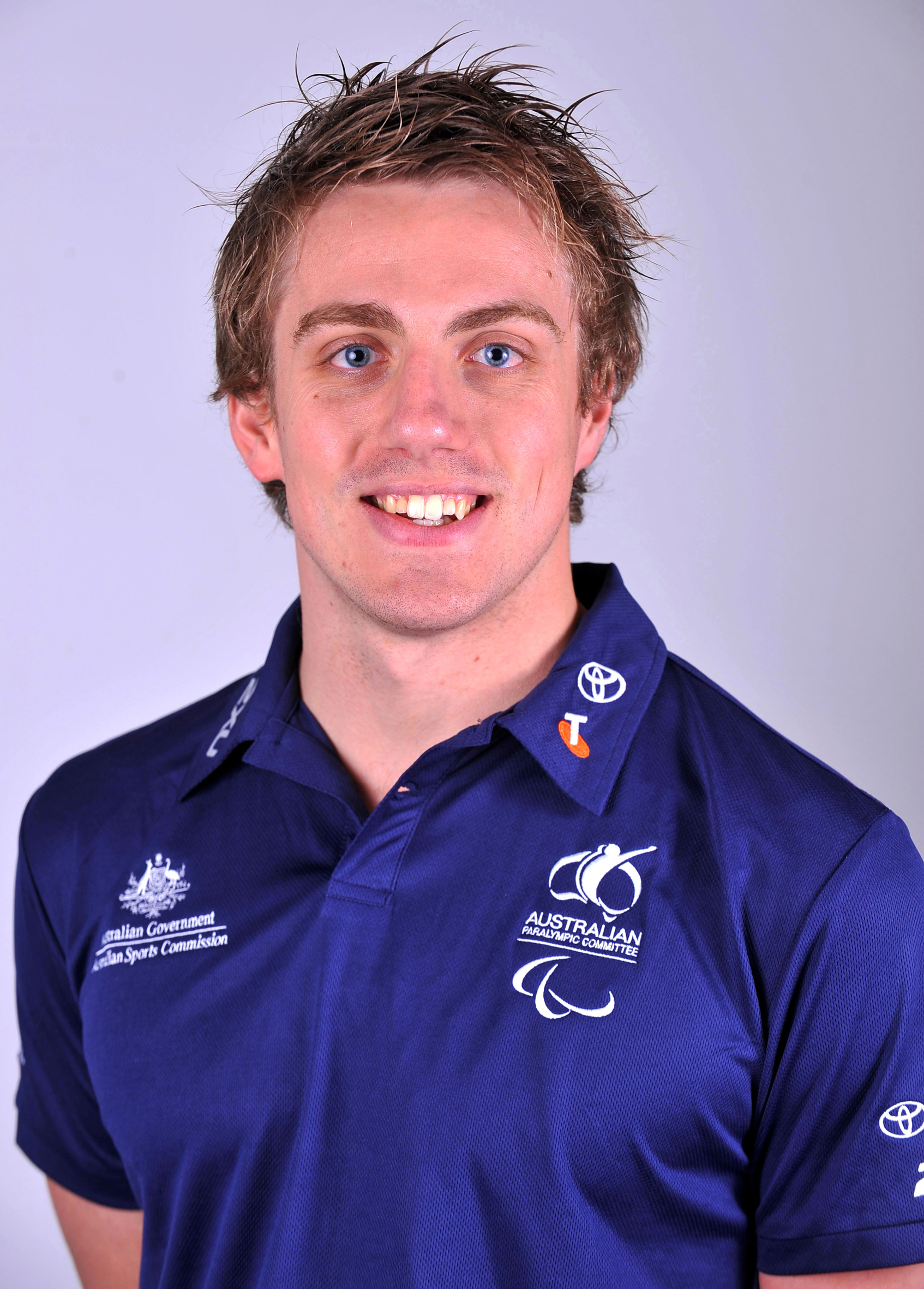
O australiano Matthew Cowdrey ficou com a medalha de ouro nos 100 metros costas S9.

## Medalhistas

### Classe S6
| Ouro   | CHN Zheng Tao        |
| Prata  | CHN Jia Hongguang    |
| Bronze | GER Sebastian Iwanow |

### Classe S7
| Ouro   | GBR Jonathan Fox       |
| Prata  | UKR Yevheniy Bohodayko |
| Bronze | CRO Mihovil Španja     |

### Classe S8
| Ouro   | RUS Konstantin Lisenkov |
| Prata  | RUS Denis Tarasov       |
| Bronze | GBR Oliver Hynd         |

### Classe S9
| Ouro   | AUS Brenden Hall |
| Prata  | GBR James Crisp  |
| Bronze | CHN Liu Xiaobing |

### Classe S10
| Ouro   | USA Justin Zook |
| Prata  | BRA Daniel Dias |
| Bronze | CAN Benoît Huot |

### Classe S11
| Ouro   | UKR Dmytro Zalevskyy |
| Prata  | CHN Yang Bozun       |
| Bronze | UKR Viktor Smyrnov   |

### Classe S12
| Ouro   | RUS Aleksandr Nevolin-Svetov |
| Prata  | USA Tucker Dupree            |
| Bronze | UKR Sergii Klippert          |

### Classe S13
| Ouro   | BLR Ihar Boki              |
| Prata  | RSA Charl Bouwer           |
| Bronze | GRE Charalampos Taiganidis |

### Classe S14
| Ouro   | NED Marc Evers   |
| Prata  | GBR Aaron Moores |
| Bronze | HKG Au Kai Lun   |

## S6

### Eliminatórias

#### Eliminatória 1
| Pos. | Raia | Atleta                   | Tempo   | Notas |
| ---- | ---- | ------------------------ | ------- | ----- |
| 1    | 4    | UKR Iaroslav Semenenko   | 1:18.24 | Q     |
| 2    | 5    | GER Sebastian Iwanow     | 1:20.39 | Q     |
| 3    | 3    | AUS Matthew Haanappel    | 1:24.02 | Q     |
| 4    | 2    | AUS Aaron Rhind          | 1:25.36 | Q     |
| 5    | 6    | MYA Sit Aung Naing       | 1:27.00 |       |
| 6    | 7    | BRA Ivanildo Vasconcelos | 1:37.68 |       |

#### Eliminatória 2
| Pos. | Raia | Atleta                         | Tempo   | Notas |
| ---- | ---- | ------------------------------ | ------- | ----- |
| 1    | 5    | CHN Jia Hongguang              | 1:14.98 | Q     |
| 2    | 4    | CHN Zheng Tao                  | 1:16.37 | Q     |
| 3    | 3    | GER Swen Michaelis             | 1:23.49 | Q     |
| 4    | 2    | IRQ Jawad Kadhim Joudah Joudah | 1:24.59 | Q     |
| 5    | 7    | AUS Reagan Wickens             | 1:32.94 |       |
| 6    | 1    | ISR Yoav Valinsky              | 1:34.12 |       |
| —    | 6    | INA Agus Ngaimin               | DNS     |       |

### Final
| Pos.   | Raia | Atleta                         | Tempo   | Notas              |
| ------ | ---- | ------------------------------ | ------- | ------------------ |
| Ouro   | 5    | CHN Zheng Tao                  | 1:13.56 | Recorde mundial    |
| Prata  | 4    | CHN Jia Hongguang              | 1:14.64 |                    |
| Bronze | 6    | GER Sebastian Iwanow           | 1:15.95 |                    |
| 4      | 3    | UKR Iaroslav Semenenko         | 1:15.98 |                    |
| 5      | 7    | AUS Matthew Haanappel          | 1:21.25 | Recorde da Oceania |
| 6      | 2    | GER Swen Michaelis             | 1:23.54 |                    |
| 7      | 1    | IRQ Jawad Kadhim Joudah Joudah | 1:25.31 |                    |
| 8      | 8    | AUS Aaron Rhind                | 1:29.28 |                    |

## S7

### Eliminatórias

#### Eliminatória 1
| Pos. | Raia | Atleta                   | Tempo   | Notas |
| ---- | ---- | ------------------------ | ------- | ----- |
| 1    | 3    | UKR Yevheniy Bohodayko   | 1:12.79 | Q     |
| 2    | 4    | CRO Mihovil Španja       | 1:13.36 | Q     |
| 3    | 5    | UKR Marian Kvasnytsia    | 1:14.63 | Q     |
| 4    | 6    | CHN Gao Nan              | 1:15.05 | Q     |
| 5    | 7    | JPN Daisuke Ejima        | 1:15.39 |       |
| 6    | 2    | BRA Ítalo Pereira        | 1:16.21 |       |
| 7    | 1    | ITA Francesco Bocciardo  | 1:25.25 |       |
| 8    | 8    | MEX Enrique Pérez Davila | 1:25.87 |       |

#### Eliminatória 2
| Pos. | Raia | Atleta                | Tempo   | Notas |
| ---- | ---- | --------------------- | ------- | ----- |
| 1    | 4    | GBR Jonathan Fox      | 1:09.86 | Q     |
| 2    | 6    | ARG Guillermo Marro   | 1:13.94 | Q     |
| 3    | 2    | RUS Andrey Gladkov    | 1:14.33 | Q     |
| 4    | 3    | UKR Ievgen Poltavskyi | 1:14.52 | Q     |
| 5    | 5    | USA Lantz Lamback     | 1:15.49 |       |
| 6    | 7    | ARG Matías de Andrade | 1:16.74 |       |
| 7    | 1    | BRA Ronaldo Santos    | 1:22.37 |       |
| 8    | 8    | JPN Jumpei Kimura     | 1:23.32 |       |

### Final
| Pos.   | Raia | Atleta                 | Tempo   | Notas            |
| ------ | ---- | ---------------------- | ------- | ---------------- |
| Ouro   | 4    | GBR Jonathan Fox       | 1:10.46 |                  |
| Prata  | 5    | UKR Yevheniy Bohodayko | 1:11.31 |                  |
| Bronze | 3    | CRO Mihovil Španja     | 1:12.53 |                  |
| 4      | 7    | UKR Ievgen Poltavskyi  | 1:14.03 |                  |
| 5      | 6    | ARG Guillermo Marro    | 1:14.19 |                  |
| 6      | 2    | RUS Andrey Gladkov     | 1:14.26 |                  |
| 7      | 8    | CHN Gao Nan            | 1:14.71 | Recorde asiático |
| —      | 1    | UKR Marian Kvasnytsia  | DSQ     |                  |

## S8

### Eliminatórias

#### Eliminatória 1
| Pos. | Raia | Atleta                      | Tempo   | Notas |
| ---- | ---- | --------------------------- | ------- | ----- |
| 1    | 4    | GBR Thomas Young            | 1:09.54 | Q     |
| 2    | 5    | GBR Sean Fraser             | 1:10.02 | Q     |
| 3    | 2    | DEN Niels Korfitz Mortensen | 1:11.56 | Q     |
| 4    | 6    | RUS Alexey Fomenkov         | 1:12.44 |       |
| 5    | 3    | CHN Yang Xiusen             | 1:13.75 |       |
| 6    | 7    | USA Rudy Garcia-Tolson      | 1:17.58 |       |

#### Eliminatória 2
| Pos. | Raia | Atleta                     | Tempo   | Notas |
| ---- | ---- | -------------------------- | ------- | ----- |
| 1    | 4    | RUS Konstantin Lisenkov    | 1:07.20 | Q     |
| 2    | 5    | RUS Denis Tarasov          | 1:07.90 | Q     |
| 3    | 3    | GBR Oliver Hynd            | 1:08.59 | Q     |
| 4    | 2    | ESP Ander Romarate Aguirre | 1:12.00 | Q     |
| 5    | 6    | DEN Mikkel Asmussen        | 1:12.09 | Q     |
| 6    | 7    | BRA Caio Oliveira          | 1:16.72 |       |

### Final
| Pos.   | Raia | Atleta                      | Tempo   | Notas               |
| ------ | ---- | --------------------------- | ------- | ------------------- |
| Ouro   | 4    | RUS Konstantin Lisenkov     | 1:05.43 | Recorde paralímpico |
| Prata  | 5    | RUS Denis Tarasov           | 1:06.93 |                     |
| Bronze | 3    | GBR Oliver Hynd             | 1:08.35 |                     |
| 4      | 6    | GBR Thomas Young            | 1:08.91 |                     |
| 5      | 2    | GBR Sean Fraser             | 1:09.67 |                     |
| 6      | 7    | DEN Niels Korfitz Mortensen | 1:10.63 |                     |
| 7      | 1    | ESP Ander Romarate Aguirre  | 1:12.01 |                     |
| 8      | 8    | DEN Mikkel Asmussen         | 1:12.44 |                     |

## S9

### Eliminatórias

#### Eliminatória 1
| Pos. | Raia | Atleta               | Tempo   | Notas |
| ---- | ---- | -------------------- | ------- | ----- |
| 1    | 5    | AUS Michael Auprince | 1:03.86 | Q     |
| 2    | 4    | GBR James Crisp      | 1:04.01 | Q     |
| 3    | 7    | AUS Brenden Hall     | 1:06.33 |       |
| 4    | 3    | USA Cody Bureau      | 1:07.16 |       |
| 5    | 6    | ESP Jesús Collado    | 1:07.58 |       |
| 6    | 2    | UKR Andriy Kalyna    | 1:13.15 |       |

#### Eliminatória 2
| Pos. | Raia | Atleta                | Tempo   | Notas |
| ---- | ---- | --------------------- | ------- | ----- |
| 1    | 5    | CHN Liu Xiaobing      | 1:04.91 | Q     |
| 2    | 3    | GBR Morgyn Peters     | 1:05.12 | Q     |
| 3    | 6    | HUN Tamás Sors        | 1:05.20 | Q     |
| 4    | 1    | IRL Laurence McGivern | 1:05.35 | Q     |
| 5    | 4    | AUS Matthew Cowdrey   | 1:05.47 | Q     |
| 6    | 7    | HUN Tamás Tóth        | 1:06.13 | Q     |
| 7    | 2    | USA Michael Prout     | 1:07.71 |       |

### Final
| Pos.   | Raia | Atleta                | Tempo   | Notas               |
| ------ | ---- | --------------------- | ------- | ------------------- |
| Ouro   | 1    | AUS Matthew Cowdrey   | 1:02.39 | Recorde paralímpico |
| Prata  | 5    | GBR James Crisp       | 1:03.62 |                     |
| Bronze | 3    | CHN Liu Xiaobing      | 1:03.73 |                     |
| 4      | 4    | AUS Michael Auprince  | 1:03.98 |                     |
| 5      | 6    | GBR Morgyn Peters     | 1:04.79 |                     |
| 6      | 8    | HUN Tamás Tóth        | 1:05.30 |                     |
| 7      | 2    | HUN Tamás Sors        | 1:05.31 |                     |
| 8      | 7    | IRL Laurence McGivern | 1:06.11 |                     |

## S10

### Eliminatórias

#### Eliminatória 1
| Pos. | Raia | Atleta                 | Tempo   | Notas |
| ---- | ---- | ---------------------- | ------- | ----- |
| 1    | 4    | CAN Benoît Huot        | 1:02.22 | Q     |
| 2    | 5    | AUS Andrew Pasterfield | 1:02.94 | Q     |
| 3    | 3    | USA Dalton Herendeen   | 1:04.89 |       |
| 4    | 6    | CZE Filip Coufal       | 1:06.05 |       |
| 5    | 2    | GBR James Hollis       | 1:06.40 |       |

#### Eliminatória 2
| Pos. | Raia | Atleta                     | Tempo   | Notas |
| ---- | ---- | -------------------------- | ------- | ----- |
| 1    | 4    | USA Justin Zook            | 1:01.11 | Q     |
| 2    | 5    | AUS Michael Anderson       | 1:01.21 | Q     |
| 3    | 3    | GER Lucas Ludwig           | 1:02.96 | Q     |
| 4    | 6    | LAT Janis Plotnieks        | 1:03.82 | Q     |
| 5    | 2    | DEN Lasse Winther Andersen | 1:06.41 |       |
| 6    | 7    | URU Gonzalo Dutra          | 1:11.42 |       |

#### Eliminatória 3
| Pos. | Raia | Atleta                 | Tempo   | Notas |
| ---- | ---- | ---------------------- | ------- | ----- |
| 1    | 4    | BRA André Brasil       | 1:01.38 | Q     |
| 2    | 5    | EST Kardo Ploomipuu    | 1:02.36 | Q     |
| 3    | 3    | UKR Maksym Isaiev2     | 1:03.92 |       |
| 4    | 6    | BEL Sven Decaesstecker | 1:04.63 |       |
| 5    | 2    | CAN Isaac Bouckley     | 1:06.74 |       |
| 6    | 7    | GBR Jack Bridge        | 1:09.38 |       |

### Final
| Pos.   | Raia | Atleta                 | Tempo   | Notas           |
| ------ | ---- | ---------------------- | ------- | --------------- |
| Ouro   | 4    | USA Justin Zook        | 1:00.01 | Recorde mundial |
| Prata  | 3    | BRA André Brasil       | 1:00.11 |                 |
| Bronze | 6    | CAN Benoît Huot        | 1:00.73 |                 |
| 4      | 2    | EST Kardo Ploomipuu    | 1:01.32 |                 |
| 5      | 5    | AUS Michael Anderson   | 1:01.40 |                 |
| 6      | 1    | GER Lucas Ludwig       | 1:02.05 |                 |
| 7      | 7    | AUS Andrew Pasterfield | 1:02.84 |                 |
| 8      | 8    | LAT Janis Plotnieks    | 1:04.00 |                 |

## S11

### Eliminatória

#### Eliminatória
| Pos. | Raia | Atleta                   | Tempo   | Notas |
| ---- | ---- | ------------------------ | ------- | ----- |
| 1    | 5    | JPN Junichi Kawai        | 1:10.68 | Q     |
| 2    | 4    | UKR Viktor Smyrnov       | 1:10.81 | Q     |
| 3    | 3    | UKR Oleksandr Mashchenko | 1:12.35 | Q     |
| 4    | 7    | ESP Israel Oliver        | 1:12.87 | Q     |
| 5    | 6    | RSA Hendri Herbst        | 1:14.76 |       |
| 6    | 2    | ARG Sergio Zayas         | 1:16.33 |       |
| 7    | 1    | CUB Yunerki Ortega       | 1:23.32 |       |

#### Eliminatória 2
| Pos. | Raia | Atleta                   | Tempo   | Notas |
| ---- | ---- | ------------------------ | ------- | ----- |
| 1    | 4    | CHN Yang Bozun           | 1:08.92 | Q     |
| 2    | 5    | UKR Dmytro Zalevskyy     | 1:11.25 | Q     |
| 3    | 1    | USA Bradley Snyder       | 1:12.01 | Q     |
| 4    | 3    | CAN Donovan Tildesley    | 1:13.17 | Q     |
| 5    | 6    | RUS Rustam Nurmukhametov | 1:15.86 |       |
| 6    | 2    | POL Grzegorz Polkowski   | 1:17.32 |       |
| 7    | 7    | THA Rattaporn Jearchan   | 1:21.73 |       |

### Final
| Pos.   | Raia | Atleta                   | Tempo   | Notas           |
| ------ | ---- | ------------------------ | ------- | --------------- |
| Ouro   | 6    | UKR Dmytro Zalevskyy     | 1:07.81 | Recorde europeu |
| Prata  | 4    | CHN Yang Bozun           | 1:08.07 |                 |
| Bronze | 3    | UKR Viktor Smyrnov       | 1:08.22 |                 |
| 4      | 5    | JPN Junichi Kawai        | 1:08.94 |                 |
| 5      | 2    | USA Bradley Snyder       | 1:09.62 |                 |
| 6      | 1    | ESP Israel Oliver        | 1:11.58 |                 |
| 7      | 7    | UKR Oleksandr Mashchenko | 1:12.94 |                 |
| 8      | 8    | CAN Donovan Tildesley    | 1:13.97 |                 |

## S12

### Eliminatórias

#### Eliminatória 1
| Pos. | Raia | Atleta                                | Tempo   | Notas |
| ---- | ---- | ------------------------------------- | ------- | ----- |
| 1    | 5    | USA Tucker Dupree                     | 1:02.36 | Q     |
| 2    | 4    | UKR Maksym Veraksa                    | 1:02.63 | Q     |
| 3    | 3    | ARG Ignacio González                  | 1:05.72 | Q     |
| 4    | 6    | AUS Jeremy McClure                    | 1:07.17 | Q     |
| 5    | 2    | GER Daniel Simon                      | 1:07.34 |       |
| 6    | 7    | VEN Pedro Enrique González Valdivieso | 1:15.03 |       |

#### Eliminatória 2
| Pos. | Raia | Atleta                       | Tempo   | Notas |
| ---- | ---- | ---------------------------- | ------- | ----- |
| 1    | 4    | RUS Aleksandr Nevolin-Svetov | 1:01.07 | Q     |
| 2    | 5    | UKR Sergii Klippert          | 1:02.59 | Q     |
| 3    | 3    | RUS Roman Makarov            | 1:03.76 | Q     |
| 4    | 6    | ESP Albert Gelis             | 1:04.32 | Q     |
| 5    | 2    | UKR Anton Stabrovskyy        | 1:07.30 |       |
| 6    | 7    | KAZ Anuar Akhmetov           | 1:13.43 |       |
| 7    | 1    | AUT Peter Tichy              | 1:22.06 |       |

### Final
| Pos.   | Raia | Atleta                       | Tempo   | Notas              |
| ------ | ---- | ---------------------------- | ------- | ------------------ |
| Ouro   | 4    | RUS Aleksandr Nevolin-Svetov | 59.35   | Recorde mundial    |
| Prata  | 5    | USA Tucker Dupree            | 1:01.36 | Recorde da América |
| Bronze | 3    | UKR Sergii Klippert          | 1:01.55 |                    |
| 4      | 6    | UKR Maksym Veraksa           | 1:01.82 |                    |
| 5      | 2    | RUS Roman Makarov            | 1:03.35 |                    |
| 6      | 7    | ESP Albert Gelis             | 1:03.77 |                    |
| 7      | 1    | ARG Ignacio González         | 1:04.40 |                    |
| 8      | 8    | AUS Jeremy McClure           | 1:07.11 |                    |

## S13

### Eliminatórias

#### Eliminatória 1
| Pos. | Raia | Atleta                   | Tempo   | Notas |
| ---- | ---- | ------------------------ | ------- | ----- |
| 1    | 4    | RSA Charles Bouwer       | 1:01.16 | Q     |
| 2    | 5    | AUS Sean Russo           | 1:01.98 | Q     |
| 3    | 6    | FIN Antti Antero Latikka | 1:04.33 | Q     |
| 4    | 3    | CAN Brian Hill           | 1:04.93 | Q     |
| 5    | 2    | UKR Oleksii Fedyna       | 1:05.62 | Q     |
| 6    | 7    | CAN Devin Gotell         | 1:06.62 |       |

#### Eliminatória 2
| Pos. | Raia | Atleta                     | Tempo   | Notas            |
| ---- | ---- | -------------------------- | ------- | ---------------- |
| 1    | 4    | BLR Ihar Boki              | 58.19   | Q                |
| 2    | 5    | GRE Charalampos Taiganidis | 1:01.95 | Q                |
| 3    | 2    | AUS Timothy Antalfy        | 1:04.26 | Q                |
| 4    | 7    | RUS Aleksandr Golintovskii | 1:06.68 |                  |
| 5    | 6    | UKR Anton Ganzha           | 1:07.19 |                  |
| 6    | 1    | UZB Kirill Pankov          | 1:07.77 | Recorde asiático |
| 7    | 3    | UKR Danylo Chufarov        | 1:15.53 |                  |

### Final
| Pos.   | Raia | Atleta                     | Tempo   | Notas            |
| ------ | ---- | -------------------------- | ------- | ---------------- |
| Ouro   | 4    | BLR Ihar Boki              | 56.97   | Recorde mundial  |
| Prata  | 5    | RSA Charles Bouwer         | 59.92   | Recorde africano |
| Bronze | 3    | GRE Charalampos Taiganidis | 1:01.10 |                  |
| 4      | 6    | AUS Sean Russo             | 1:02.59 |                  |
| 5      | 2    | AUS Timothy Antalfy        | 1:04.03 |                  |
| 6      | 8    | UKR Oleksii Fedyna         | 1:04.77 |                  |
| 7      | 1    | CAN Brian Hill             | 1:04.97 |                  |
| 8      | 7    | FIN Antti Antero Latikka   | 1:05.89 |                  |

## S14

### Eliminatórias

#### Eliminatória 1
| Pos. | Raia | Atleta               | Tempo   | Notas |
| ---- | ---- | -------------------- | ------- | ----- |
| 1    | 4    | KOR Lee In-Kook      | 1:03.32 | Q     |
| 2    | 5    | GBR Ben Procter      | 1:06.01 | Q     |
| 3    | 3    | HKG Lee Tsun Sang    | 1:06.25 |       |
| 4    | 6    | JPN Takuya Tsugawa   | 1:06.77 |       |
| 5    | 7    | AUS Mitchell Kilduff | 1:08.49 |       |

#### Eliminatória 2
| Pos. | Raia | Atleta                     | Tempo   | Notas |
| ---- | ---- | -------------------------- | ------- | ----- |
| 1    | 4    | NED Marc Evers             | 1:03.42 | Q     |
| 2    | 6    | GBR Aaron Moores           | 1:04.80 | Q     |
| 3    | 3    | HKG Au Kai Lun             | 1:05.69 | Q     |
| 4    | 5    | HKG Tang Wai Lok           | 1:06.11 | Q     |
| 5    | 2    | CAN Michael Heath          | 1:08.42 |       |
| 6    | 7    | ISL Jón Margeir Sverrisson | 1:10.72 |       |

#### Eliminatória 3
| Pos. | Raia | Atleta                       | Tempo   | Notas |
| ---- | ---- | ---------------------------- | ------- | ----- |
| 1    | 4    | JPN Tomoyuki Nagao           | 1:05.00 | Q     |
| 2    | 6    | AUS Daniel Fox               | 1:05.58 | Q     |
| 3    | 3    | VEN Alberto Jesús Vera Morán | 1:06.67 |       |
| 4    | 5    | GBR Craig Rodgie             | 1:07.03 |       |
| 5    | 2    | BEL Yannick Vandeput         | 1:09.02 |       |
| 6    | 7    | GER Andre Lehmann            | 1:09.95 |       |

### Final
| Pos.   | Raia | Atleta             | Tempo   | Notas           |
| ------ | ---- | ------------------ | ------- | --------------- |
| Ouro   | 4    | NED Marc Evers     | 1:01.85 | Recorde mundial |
| Prata  | 5    | GBR Aaron Moores   | 1:04.44 |                 |
| Bronze | 3    | HKG Au Kai Lun     | 1:04.53 |                 |
| 4      | 2    | AUS Daniel Fox     | 1:05.76 |                 |
| 5      | 7    | GBR Ben Procter    | 1:05.88 |                 |
| 6      | 1    | JPN Takuya Tsugawa | 1:05.89 |                 |
| 7      | 6    | HKG Tang Wai Lok   | 1:06.31 |                 |
| 8      | 8    | JPN Tomoyuki Nagao | 1:07.25 |                 |

Legenda
| Recorde mundial      | Recorde mundial (World record)               |                       | Recorde africano                      | Recorde africano (African) |                                           | Q | Classificado por posição (Qualified) |
| Recorde paralímpico  | Recorde paralímpico (Paralympic record)      | Recorde da América    | Recorde da América (Americas)         | q                          | Classificado por melhor tempo (Qualified) |   |                                      |
| Melhor marca do ano  | Melhor marca do ano (World leading)          | Recorde asiático      | Recorde asiático (Asian)              | DNS                        | Não largou (Did not start)                |   |                                      |
| Recorde nacional     | Recorde nacional (National record)           | Recorde europeu       | Recorde europeu (European)            | DNF                        | Não terminou (Did not finish)             |   |                                      |
| Recorde pessoal      | Recorde pessoal do atleta (Personal best)    | Recorde da Oceania    | Recorde da Oceania (Oceania)          | DSQ / DQ                   | Desclassificado (Disqualified)            |   |                                      |
| Recorde da temporada | Recorde da temporada do atleta (Season best) | Recorde sul-americano | Recorde sul-americano (South America) | NM                         | Sem marca (No mark)                       |   |                                      |